# Nitroetano
Nitroetano é o composto orgânico de fórmula química C2H5NO2.